# Vitamina A

Sinteza vitaminelor A (transformarea retinolului în retinal în organism)

Vitamina A este termenul dat unui grup de compuși organici lipofili și nesaturați, care include: retinolul, retinalul, și câteva carotenoide care acționează ca provitamine A (cel mai important fiind beta-carotenul).
Vitaminele A prezintă mai multe funcții în organism, fiind importante pentru creștere, dezvoltare, pentru menținerea sistemului imunitar și pentru vederea bună. Vitaminele A sunt necesare pentru retina ochiului, mai ales sub formă de retinal; acesta se combină cu proteina denumită opsină formând rodopsină, molecula responsabilă de absorbția luminii atât în vederea scotopică, cât și în cea color. Sub formă de acid retinoic (forma oxidată ireversibil a retinolului), vitamina A este un factor de creștere pentru țesuturi epiteliale și alte tipuri de celule.